# Muma
Muma（ミューマ）は、ヤマハが特約楽器店に設置しているデータ販売システムである。ヤマハの電子オルガン・エレクトーンやデジタルピアノ・クラビノーバ、その他の楽器の楽曲データの販売や、Standard MIDI File (GM/XG) の販売、現行のエレクトーン機種であるSTAGEAシリーズのアップデータを無償提供する。(設置店情報)

## 仕様
- タッチパネル液晶
- 3.5インチフロッピーディスクドライブ
- スマートメディアリーダ・ライタ
- USB端子

## 対応メディア
- 3.5インチフロッピーディスク - ヤマハエレクトーンELシリーズ、HSシリーズ
- スマートメディア - ヤマハエレクトーンSTAGEAシリーズ（現在は使用できない。）
- USBメモリ - ヤマハエレクトーンSTAGEAシリーズ